# Yandex
Yandex (russo: Яндекс) (NASDAQ: YNDX) é uma companhia de internet russa que opera o maior motor de busca da Rússia, detendo 60% do mercado neste país; a companhia também desenvolve outros serviços e produtos para a web. A Yandex ocupa o 4.º (quarto) lugar na lista mundial dos maiores provedores, baseado em informações do sítio Comscore.com, com mais de 150 milhões de buscas por dia, como observado em abril de 2012, e mais de 25,5 milhões de visitantes diariamente (em todos os serviços), como observado em maio de 2012.

## História
A Yandex tem suas raízes em 1990, quando Arkady Volozh e Arkady Borkovsky fundaram a Arkadia, uma empresa que desenvolveu um software MS-DOS para uso em patentes e classificação de mercadorias. O software desenvolvido apresentava uma pesquisa de texto completa com suporte de morfologia russa. Em 1993, a Arkadia se tornou uma subdivisão da Comptek International, outra empresa fundada por Volozh em 1989.
Em 1993, Arkady Volozh e Ilya Segalovich, amigos desde os tempos de escola e que então trabalhavam juntos para desenvolver um software de pesquisa, inventaram a palavra "Yandex" para descrever suas tecnologias de pesquisa. O nome inicialmente significava "Yet Another iNDEXer" (mais um índice (em inglês)). A palavra russa "Я" ("Ya") corresponde ao pronome pessoal "eu", em inglês "I", tornando "Яndex" um trocadilho bilíngue com "index".
Entre 1993 e 1996, a empresa continuou desenvolvendo suas tecnologias de pesquisa e lançou softwares para pesquisar a Bíblia. O mecanismo de busca Yandex.ru foi lançado em 23 de setembro de 1997 e foi apresentado na exposição Softool em Moscou. Inicialmente, o motor de busca foi desenvolvido pela Comptek. Em 1998, a Yandex lançou um anúncio contextual em seu mecanismo de busca. Em 2000, a Yandex foi incorporada como uma empresa independente por Arkady Volozh.
Em setembro de 2005, abriu um escritório na Ucrânia e lançou o "www.yandex.ua" Em 2007, a Yandex introduziu um mecanismo de busca personalizado para usuários ucranianos, e no mesmo ano abriu seu centro de desenvolvimento em Kiev. Em 2008, a Yandex estendeu sua presença na Ucrânia, aumentando a largura de banda entre os centros de dados de Moscou e na Ucrânia cinco vezes. Em 2009, todos os serviços de www.yandex.ua foram localizados para o mercado ucraniano. Em 2010, a Yandex lançou seu algoritmo de mecanismo de busca "Poltava" para usuários ucranianos, baseado em sua tecnologia MatrixNet.
Em 20 de junho de 2008, anunciou a formação do Yandex Labs no Vale do Silício, com o objetivo de fomentar a "inovação em tecnologia de busca e publicidade".

## Yandex Zen
Yandex Zen (russo: Я́ндекс.Дзен) é um serviço de recomendações pessoais criado pela Yandex que usa tecnologia de aprendizagem computacional.
O Zen cria um feed de conteúdo que se ajusta automaticamente aos interesses de um usuário. A seleção de conteúdo é baseada na análise do histórico de navegação, preferências especificadas pelo usuário, hora do dia e outros fatores.
O Zen tem um público ativo de usuários semanal de mais de 20 milhões de pessoas.
O Zen é um exemplo de implementação de uma tecnologia de inteligência artificial especializada.